# Les Républicains
Les Républicains (forkortet LR) er det største borgerlige politiske parti i Frankrig.
Partiet opstod den 30. maj 2015, da partiet UMP skiftede navn til Republikanerne. UMP blev oprettet, da flere partier sluttede sig sammen i 2002. UMP var partiet bag præsidenterne Jacques Chirac og Nicolas Sarkozy.

## Republikanerne i regionerne
Ved det franske regionsrådvalg i december 2015 vandt Republikanerne tre af de 13 poster som regionsrådsformænd (Présidente du Conseil régional) i selve Frankrig. Der er dog syv regionsråd, der først valgte formænd den 4. januar 2016.
Fra januar 2016 leder Republikanerne regionerne Île-de-France (Paris og omegn), Pays de la Loire (i det vestlige Frankrig) og Provence-Alpes-Côte d'Azur (Sydøstfrankrig).
I de oversøiske regioner var det en republikaner, der blev genvalgt som regionsrådsformand i Réunion.

## Republikanerne i Nationalforsamlingen og Senatet
Ved valget i 2012 fik UMP 194 af de 577 pladser i Nationalforsamlingen.
Ved valgene i 2011 og 2014 fik UMP 144 af de 348 pladser i Senatet.

## Republikanerne i Europa-parlamentet
Ved valget i 2014 fik UMP 20 af de 74 franske pladser i Europa-Parlamentet.
De 20 republikanske MEP'er er tilsluttede Gruppen for Det Europæiske Folkeparti, og det republikanske parti er medlem af Det Europæiske Folkeparti.